# Canals (kommunhuvudort)
Canals är en kommunhuvudort i Spanien.   Den ligger i provinsen Província de València och regionen Valencia, i den östra delen av landet, 300 km sydost om huvudstaden Madrid. Canals ligger 166 meter över havet och antalet invånare är 13 941.
Terrängen runt Canals är kuperad åt sydväst, men åt nordost är den platt. Runt Canals är det tätbefolkat, med 369 invånare per kvadratkilometer. Närmaste större samhälle är Ontinyent, 15,7 km söder om Canals. Trakten runt Canals består till största delen av jordbruksmark.